# Aidenried
Aidenried ist ein Gemeindeteil der Gemeinde Pähl im Landkreis Weilheim-Schongau (Oberbayern, Bayern).

## Geographie
Das Dorf Aidenried liegt nördlich von Fischen am Ammersee. Am Rand des Ortes ist ein Badeplatz, an welchem man im Ammersee baden kann.

## Geschichte
Der genaue Ursprung der Siedlung ist nicht bekannt. Eventuell handelt es sich um eine Ausbausiedlung von Fischen. Die früheste Nennung von Aidenried ist 1307 als Nordaerriede, was als nördliche Rodung übersetzt wird. Der Ortsname Aidenried weist auf eine Entstehungszeit um die Jahrtausendwende hin als „Rodung des Aito“. Es wurden aber auf dem Ortsgebiet frühmittelalterliche Reihengräber sogar aus der Zeit zwischen 600 und 800 gefunden.
Der wichtigste Grundherr von Aidenried war neben verschiedenen Adelsfamilien ab Mitte des 14. Jahrhunderts das Kloster Dießen.
Der mündlichen Überlieferung nach lag auf dem „Hungerbichl“ im Norden des Ortes eine Burg (Burg Eschenlohe) der Grafen von Eschenlohe, die später in den Besitz des Domkapitels von Augsburg gelangt ist.
Aidenried gehörte zur Gemeinde Fischen am Ammersee, die am 1. Mai 1978 nach Pähl eingemeindet wurde.

## Sehenswürdigkeiten
- Kapelle Maria Schnee (1877)